# John Arnold (Kameramann)
John Arnold (* 16. November 1889 in New York, New York, USA; † 11. Januar 1964 in Palm Springs, Kalifornien, USA) war ein US-amerikanischer Kameramann.

## Leben
Schon 1914 begann John Arnold als Kameramann zu arbeiten. In zehn Jahren war er an über 60 Filmen beteiligt. 1925 wurde die MGM-Produktion Die große Parade von King Vidor für ihn zum Wendepunkt. Das Studio machte ihn zum Leiter der Kamera-Abteilung. Durch die Verwaltungsarbeit konnte er bis 1929 nur noch an 20 weiteren Filmen der MGM mitarbeiten, so z. B. an der Filmoperette Rose-Marie von Lucien Hubbard, der Komödie Es tut sich was in Hollywood von King Vidor und dem Musikfilm The Hollywood Revue of 1929 von Charles Reisner. Ab 1931 bis zu seinem Rückzug aus dem Filmgeschäft 1956 war er für die Verpflichtung und Aufgabeneinteilung der Kameraleute zuständig. Zur gleichen Zeit (von 1931 bis 1937) war Arnold Präsident der American Society of Cinematographers. Eine zweite Amtszeit folgte 1939 bis 1941.
In der Folgezeit vergrößerte sich Arnolds Zuständigkeitsbereich. Ihm wurde die Leitung der Wartungsabteilung übertragen, ebenso die der Film- und Kameramaterialsammlung.

## Filmografie (Auswahl)
- 1914: Springtime
- 1915: Children of Eve
- 1916: The Gates of Eden
- 1916: The Upheaval
- 1916: The Quitter
- 1916: The Cossack Whip
- 1917: Der Mann aus dem Westen (The Barricade)
- 1917: Im Reiche des weißen Elefanten (God’s Law and Man’s)
- 1917: Die Lieblingstochter des Maharadscha (Lady Barnacle)
- 1917: Das Mädchen ohne Herz (The Girl Without a Soul)
- 1918: Mitternachtsreiter (Riders of the Night)
- 1919: Eine Zwangsehe (Please Get Married)
- 1920: Die Rache der Tänzerin (Cinderella’s Twin)
- 1920: Fräulein Liliput, das Reisespielzeug (The Willow Tree)
- 1922: Love in the Dark
- 1924: Der Ehe ewiges Einerlei (So This Is Marriage?)
- 1924: Der Garten der Sünde (Sinners in Silk)
- 1925: Die große Parade (The Big Parade)
- 1925: Charleston-Girls (Sally, Irene and Mary)
- 1925: Frauen und Pferde (The Way of a Girl)
- 1926: Alarm (The Fire Brigade)
- 1926: Der verheiratete Junggeselle (Dance Madness)
- 1926: Paris
- 1927: The Understanding Heart
- 1927: Mr. Wu (Mr. Wu)
- 1928: Der Garten Eden (The Garden of Eden)
- 1928: Rose-Marie
- 1928: Sherlock Holmes in tausend Nöten (Detectives)
- 1928: The Cardboard Lover
- 1928: Der Wind (The Wind)
- 1928: Es tut sich was in Hollywood (Show People)
- 1929: The Hollywood Revue of 1929
- 1929: The Broadway Melody

## Auszeichnungen
John Arnold gewann zwei Oscars für technische Verdienste. 1938 wurde er für die Verbesserung einer halbautomatischen Bildschärfe-Einrichtung („follow focus device“) und deren Anwendung bei allen MGM-Kameras geehrt. 1940 wurde er dann für seinen mobilen Kamerakran ausgezeichnet.